# Pavel Klimeš (ekolog)
Pavel Klimeš (* 1959 Horní Maršov) je krajinný ekolog a znalec Krkonoš.

## Životopis
Pavel Klimeš se narodil v Horním Maršově, vystudoval Střední lesnickou školu v Trutnově a krajinnou ekologii na Přírodovědecké fakultě University Karlovy v Praze.
Po studiu se živil jako cestář horských cest, lanovkář, strážce KRNAPuu pracoval ve výškách.
Od roku 1992 se stal podnikatelem v cestovním ruchu, zpracování dřeva a krajinné ekologii. V roce 1992 také založil spolu s manželkou Lenkou informační centrum a galerii pro autorské výstavy Veselý výlet v Peci pod Sněžkou a v Temném Dole.
Je vydavatelem a redaktorem sezónních noviny Veselý výlet. Věnuje se i další publikační činnosti. Vystupuje v médiích, například se vyjádřil k požáru Petrovy boudy. Je stoupencem měkké turistiky, takto se jako Živnostník roku 2011 vyjádřil na on-line dotazy čtenářů deníku. Pracuje na projektu Paměti Krkonoš. Osud Sklenářovic objasnil v rozhovoru pro iDnes. Pro dokumentování historie Krkonoš sbírá a pořizuje fotografie. V rozhovoru pro Radio Wave se Pavel Klimeš vymezuje k apartmánovému osidlování Krkonoš.  V roce 2023 byl Českou televizí natočen film Veselá cesta Pavla Klimeše

### Ocenění
- Živnostník roku 2011 Královéhradeckého kraje[4]

## Dílo
- Veselý výlet[2]
- Paměť Krkonoš[5]
- Krajina Krkonoš v proměně století[10]
- Typická architektura Krkonoš a Jizerských hor[11]
- Nejstarší obrazová mapa Krkonoš - Hüttelova mapa[12]
- Archa Krkonoš[13]